# Cimișir

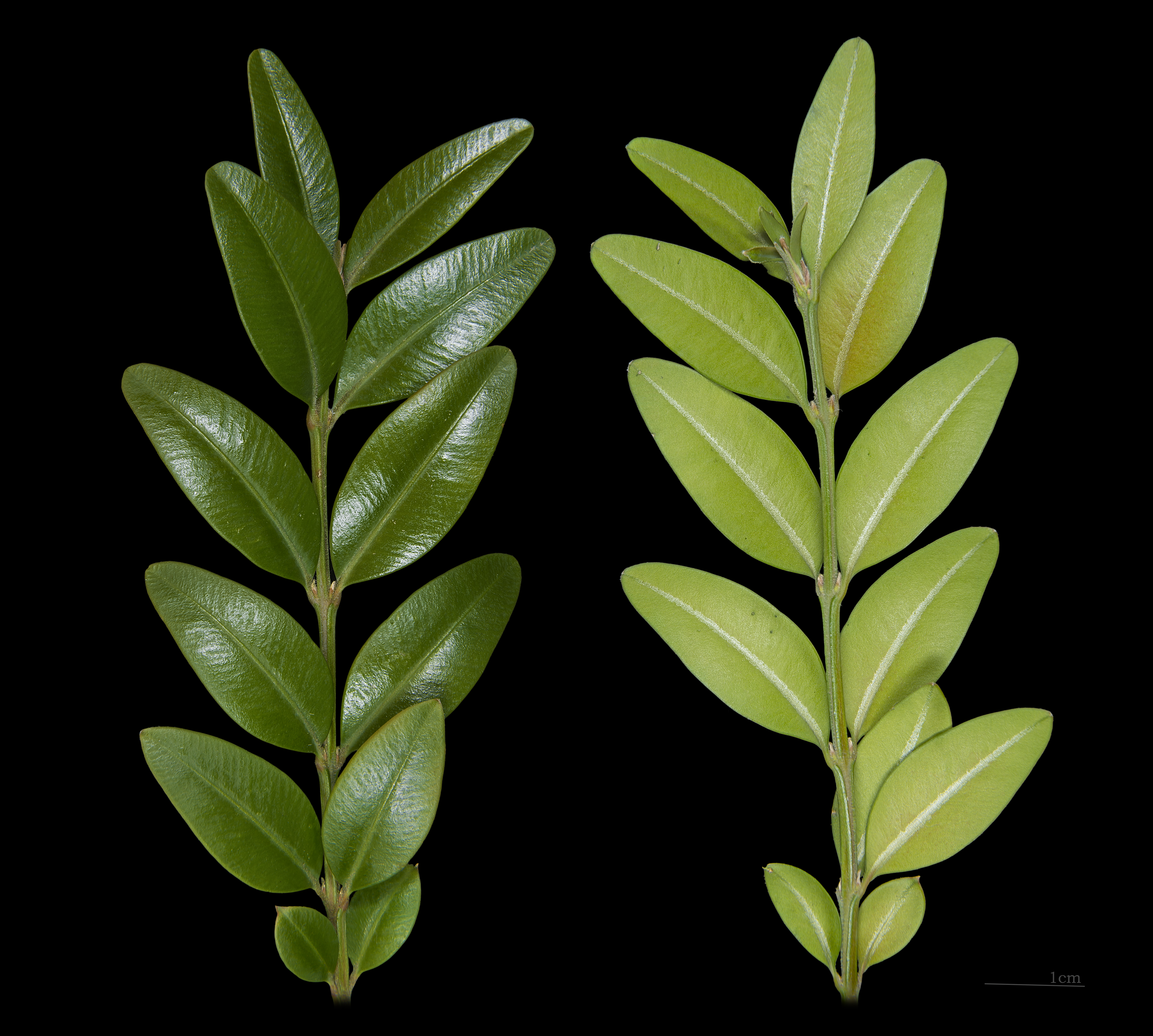
Buxus sempervirens

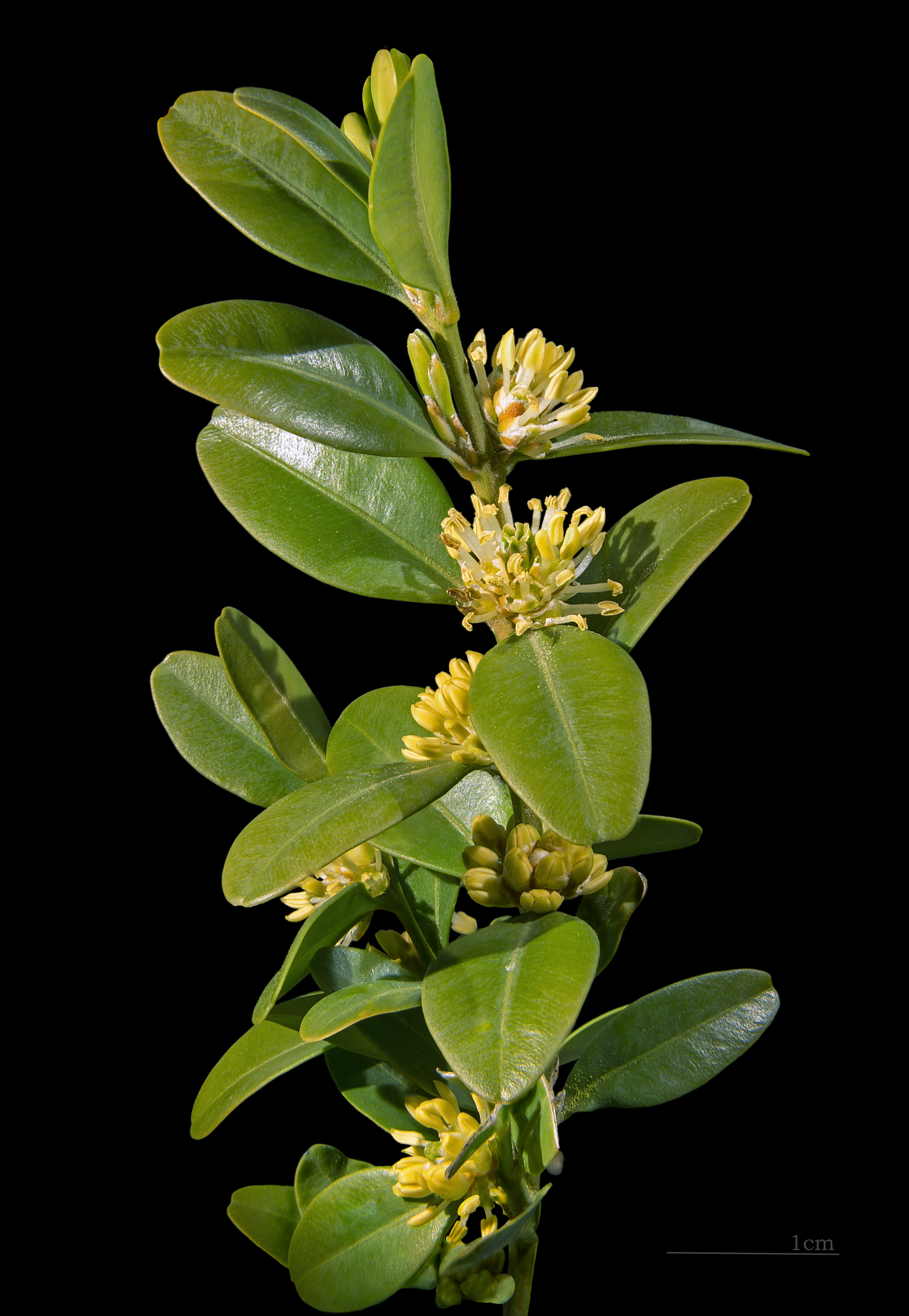
Buxus sempervirens

Cimișirul (Buxus sempervirens L.) este o specie de plante din familia Buxaceae.

## Răspândire
Originar din sudul și vestul Europei, cimișirul are o răspândire foarte largă. El mai poate fi întâlnit în nord-vestul Africii, sud-vestul Asiei, din sudul Angliei până în nordul  Marocului, de-a lungul coastei de nord-est a Mării Mediterane, până în Turcia.
Buxus colchica, întâlnită în vestul Caucazului, precum și B. hyrcana cu un areal de răspândire din nordul Iranului până în vestul Caucazului, sunt două plante considerate sinonime cu Buxus sempervirens.

## Aspecte generale
Cimișirul se mai numește și bangiu, bănuleț, bucel, cimișeriu, celtaică, coacăze, drogonite, iedere, lemnul domnului, merișor turcesc, poapagan, puspan, pospang, simisir, sospain, verdeață.
Arbust toxic, înalt, până la 5-6 m este cultivat în grădini sau parcuri ca plantă ornamentală. Este foarte pretențios în ceea ce privește solul. Tulpina sa este formată dintr-un lemn foarte dens și omogen fiind foarte ramificată, iar coroana foarte densă.
Frunzele sunt opuse, mici, pieloase, eliptice sau ovate. La vârfuri ele sunt optuze sau emarginate, pe fața superioară lucioase (verde-închis), iar pe cea dorsală mate (verzi-gălbui).

## Compoziție chimică
Frunzele și mlădițele sunt bogate surse de alcaloizi cu structură sterolică și diosgenol. Unii din aclaloizi au proprietăți cardiotonice.

## Indicații

#### Medicina populară(înlocuitor al chininei)
În medicina populară el este folosit pentru bolile de piele (eczeme pustuloase), gută, reumatism(artrite reumatoide, reumatism cronic), hiperuricemie, parazitoze intestinale, insuficiență hepato-biliară, veruci, seboree, plăgi infectate, icter.

#### Medicină actuală
În ziua de azi cimișirul este folosit sub forma de decoctului ca febrifug, în afecțiuni hepato-biliare, tulburări de coagulare, trombocitopenii, leucemie.

#### Cercetări recente
Recent s-a descoperit că cimișirul are puternică acțiune inhibatoare în dezvoltarea culturilor de celule canceroase  (alcaloidul buxenină G!). Este benefic în cazurile de cancer cu diferite localizări, inclusiv în cele de cancer în faze avansate: 
- cancerul de piele,
- cancerul de vezică urinară
- cancerul de colon.

Extractul etanolic brut de cașmir luptă împotriva virusului imunodeficienței umane HIV, ducând la o întârziere în progresia bolii.

## Contraindicații
Ciclobuxina este un alcaloid toxic - 0,1 mg/kg este letal pentru corp.
Toate părțile otrăvitoare și pot să determine vărsături, diaree, congestie pulmonară, paralizia centrilor respiratri.
Ciclobuxina împreună cu  parabuxina au proprietăți antimalarice.